# الخوابي (مسلسل)
الخوابي- مسلسل تلفزيوني أردني، أنتج عام 2020م، من تأليف وفاء بكر، ومن إخراج محمد علوان، ومن إنتاج التلفزيون الأردني.

## قصة المسلسل وأحداثه
المسلسل عبارة عن قصة مقتبسة من قصص عالمية ثلاث وهي: "تاجر البندقية، والحب في زمن الكوليرا، والجميلة والوحش"، كل قصة تعتمد على الأخرى وتكملها لتظهر في النهاية عملا دراميا مترابطا عن قرية فلسطينية غير محددة، وفي زمن ما قبل الاحتلال والاستعمار اسمها الخوابي، بمعنى الجرة التي تحفظ العسل". يقدم المسلسل مجموعة مختلفة من قصص الريف الفلسطيني، متناولا العديد من القيم الإنسانية والتاريخية. وهو من الأعمال الإنسانية التي تظهر العلاقات الأسرية الأصيلة للشعب الفلسطيني،.

## طاقم العمل
يتكون طاقم عمل المسلسل من مجموعة كبيرة من الممثلين، منهم:
- إياد نصار
- عبير عيسى
- محمد العبادي
- محمد الضمور
- سهير فهد
- غادة عباسي
- رانيا فهد
- منذر خليل
- محمد الجيزاوي
- عمر الضمور
- منيا قديس
- كاترين علي
- ريناد ثلجي
- فضل العوضي
- عمر حلمي
- عبد الكريم القواسمي
- رفعت النجار
- أنور خليل
- ديانا رحمة
- حسن أبو شعيرة
- هشام هنيدي
- إبراهيم أبو الخير
- نبيل كوني
- داوود جلاجل
- وسام البريحي
- ربيع زيتون
- نجلاء عبد الله
- نجلاء سحويل
- عبير اللحام
- مازن العواملة
- عبد الله المجالي
- هيا عبد الغني